# Ljustjärnen (Hanebo socken, Hälsingland)
Ljustjärnen är en sjö i Bollnäs kommun i Hälsingland och ingår i Testeboåns huvudavrinningsområde.